# Sarah Blake
Sarah Blake (ur. 21 sierpnia 1980 w Terre Haute) – amerykańska aktorka pornograficzna. 

## Życiorys

### Wczesne lata
Urodziła się  w Terre Haute w stanie Indiana. Była wychowywana przez matkę wraz z dwójką rodzeństwa. Dorastała w małym konserwatywnym miasteczku na Midwest. Była szkolną pielęgniarką i pracowała w domu opieki. Studiowała na wydziale informatyki.

### Kariera
W 2003 roku, mając 23 lata debiutowała w filmach dla dorosłych: Nectar Entertainment Metropolis, Nectar Entertainment Liquid i Hustler Video Barely Legal 46. 
Stała się osobowością internetową, która w latach 2005–2013 uczestniczyła w scenach w stylu fetysz i innych BDSM z Phoenix Marie. Brała udział w sesjach zdjęciowych dla różnych męskich magazynów oraz telewizyjnych filmach erotycznych HBO, Playboy, Showtime i Cinemax.
W 2007 roku przeprowadziła się z Los Angeles do Las Vegas.
W 2011 roku wyreżyserowała European Best Friends Forever 3, European Best Friends Forever 4 i Girlfriends from Europe 4.
Poza planem filmowym spotykała się z Savanną Samson.

## Nagrody i nominacje
| Rok  | Nagroda   | Kategoria                                | Film                           | Inni wykonawcy | Rezultat  |
| ---- | --------- | ---------------------------------------- | ------------------------------ | -------------- | --------- |
| 2005 | AVN Award | Najlepsza scena seksu solo               | Screaming Orgasms 13 (2004)    | -              | Nominacja |
| 2006 | AVN Award | Najlepsza scena seksu w parze            | Innocence: Perfect Pink (2005) | Nick Manning   | Nominacja |
| 2006 | AVN Award | Najlepsza scena seksu oralnego           | Jack’s Playground 24 (2005)    | Eric Masterson | Nominacja |
| 2007 | AVN Award | Najlepsza scena samych dziewczyn – wideo | All About Keri (2006)          | Justine Joli   | Nominacja |